# Krauser (Unternehmen)

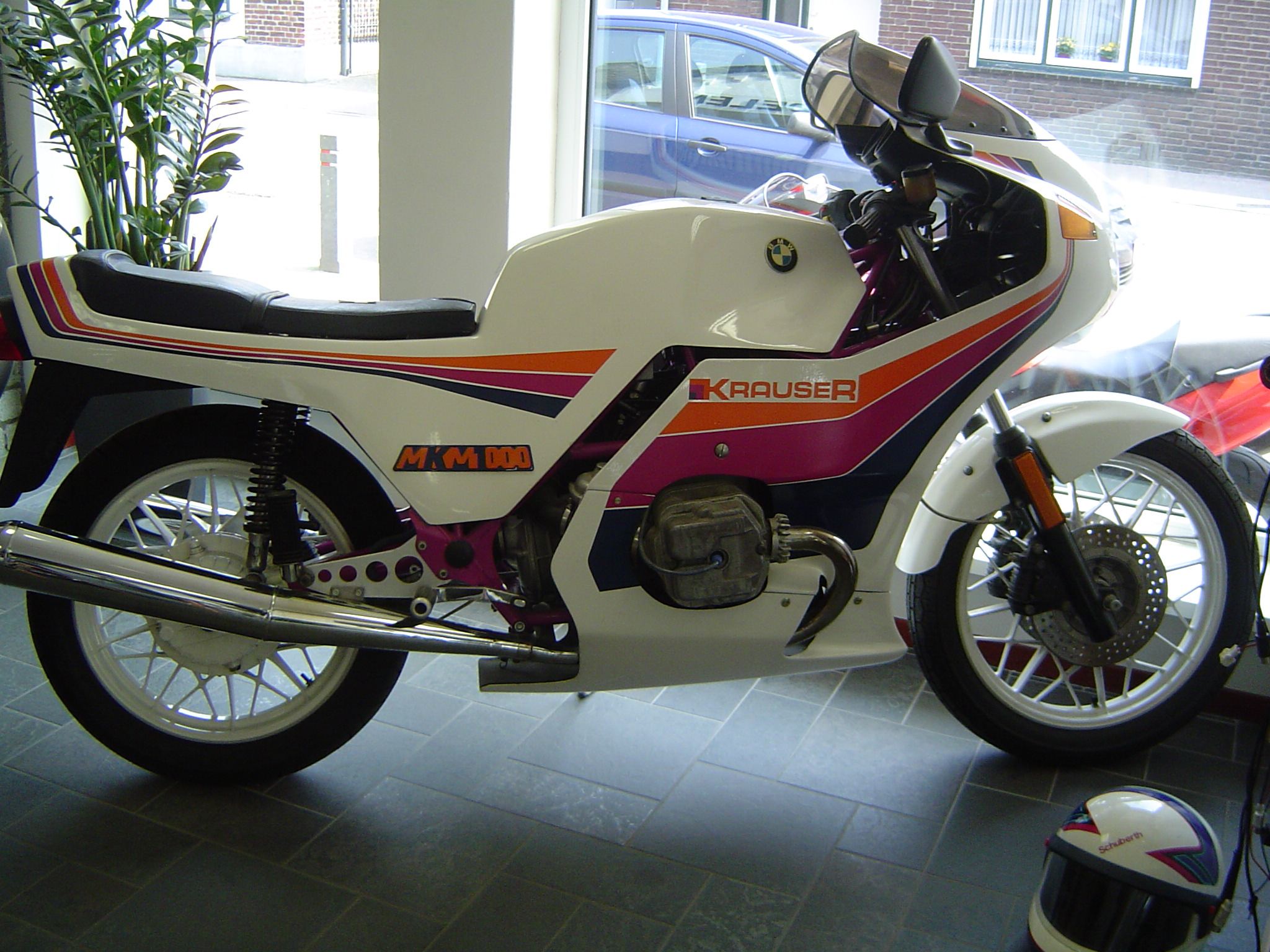
Krauser MKM 1000 mit Vierventil-Zylinderköpfen

Krauser ist ein Motorrad- und Zubehörhändler aus Pirmasens, der nach Michael „Mike“ Krauser (* 21. November 1927; † 23. Februar 1991) benannt ist. Er baute in den 1980er Jahren stark modifizierte BMW-Motorräder der /7-Serie unter dem Namen Krauser MKM 1000. Kennzeichen dieser Motorräder war der Gitterrohrrahmen und die teilweise veränderte Ventilsteuerung mit eigenentwickelten Vierventil-Zylinderköpfen. Diese Motoren hatten statt der serienmäßigen 70 PS eine Leistung von 82 PS. Originale Krauser-Maschinen sind rar und begehrt. Von 1988 bis 2004 wurde das exklusive Krauser-Domani-Motorradgespann produziert.
Weitaus bekannter als die wenigen Spezial-Motorräder von Krauser sind die vom Unternehmen entwickelten Kunststoff-Seitenkoffer in verschiedenen Größen an Gepäckträgern, die „Krauser-Koffer“, oder unter Fans nur kurz „die Krauser“ genannt. Das Krauser-Koffersystem wurde zum unverkennbaren Standard an allen großen BMW-Motorrädern. Selbst billiger anbietende Nachbauer hielten sich an die maßlichen Vorbilder von Krauser. „Krauser-Koffer“ und Ersatzteile gibt es auch noch heute. Seit 1997 hat Krauser einen gemeinsamen Sitz mit der Muttergesellschaft, dem Kofferhersteller Hepco & Becker GmbH, in Pirmasens. Hepco & Becker hält 100 % an der Krauser GmbH. Vorher war das Unternehmen in Mering ansässig.
In der Motorrad-Weltmeisterschaft 1985 wurde der Schweizer Stefan Dörflinger auf einer Krauser-Zündapp RM 80 Motorradweltmeister in der 80-cm³-Klasse. Allerdings war diese Rennmaschine die gleiche Zündapp, mit der Stefan Dörflinger schon in der Saison 1984 Weltmeister wurde.